# پخمه‌ها
پخمه‌ها یا ابلهان (دانمارکی: Idioterne) فیلم کمدی-درام دانمارکی به نویسندگی و کارگردانی لارس فون تریه محصول سال ۱۹۹۸ است. این نخستین فیلم فون تریه است که بر اساس مانیفست دگما ۹۵ ساخته شد و دومین فیلم از «سه‌گانهٔ قلب طلاییِ» (Golden Heart Trilogy) او به‌شمار می‌رود؛ دو فیلم دیگر، شکستن امواج و رقصنده در تاریکی هستند.
پخمه‌ها همچنین از اولین فیلم‌های سینمایی‌ست که در آن‌ها دوربین دیجیتال برای فیلمبرداری استفاده شده است.